# کارا دیلیتزا
کارا دیلیتزا (ایتالیایی: Cara DeLizia؛ زادهٔ ۱۰ آوریل ۱۹۸۴) بازیگر تلویزیون و بازیگر سینما اهل ایالات متحده آمریکا است. وی بین سال‌های ۱۹۸۹ تا ۲۰۱۲ میلادی فعالیت می‌کرد.
از فیلم‌ها یا برنامه‌های تلویزیونی که وی در آن نقش داشته‌است می‌توان به جاگ اشاره کرد.